# Ernest Marché
Ernest Gaston Marché né le 14 septembre 1864 à Nemours et mort à Paris le 18 mai 1932, est un peintre paysagiste et conservateur de musée français.

## Biographie
Ernest Marché est né le 14 septembre 1864 à Nemours(France), il arrive à Paris pour suivre les cours de l'École des arts décoratifs, puis entre à l'Académie Julian dans les classes de Jules Lefebvre, Benjamin-Constant et Tony Robert-Fleury.
En 1891, il connaît le succès au Salon des artistes français pour ses paysages des bords du Loing. Il se consacrera à une carrière de paysagiste.

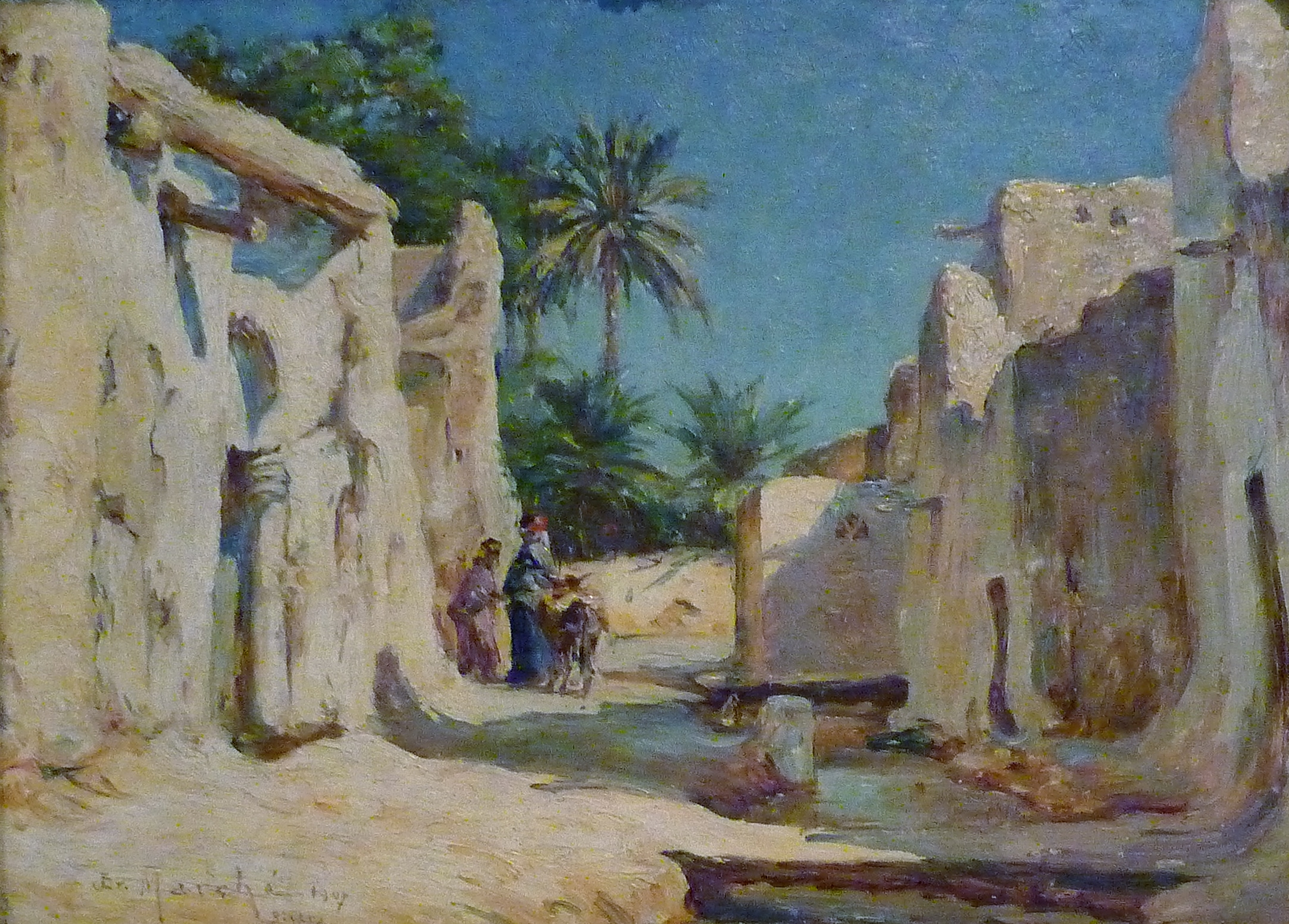
MARCHÉ Ernest : Vue de Biskra (1907), musée des Beaux-Arts de Quimper.

Il est ensuite sollicité pour contribuer à l'exécution d'œuvres collectives monumentales peintes sur toile, en trompe l'oeil, destinées à être placées dans des rotondes ou autres monuments aux murs intérieurs concaves, spécialement édifiées à cet effet, nommées panoramas. La première est la peinture circulaire Le Tour du monde, panorama animé conçue par le peintre du ministère de la Marine Louis Dumoulin pour l'exposition universelle de 1900 à Paris et installé sur le Champ de Mars non loin de la Tour Eiffel dans un palais d'exposition d'inspiration orientaliste du même nom : Le Tour du Monde (1910, Alexandre Marcel architecte, 45 mètres de hauteur). 
Lauréat, en 1906, d'une bourse de voyage à l'Exposition coloniale de Marseille, Ernest Marché décide de partir en Algérie, où il passe l'hiver 1907, voyage qui le confrontera avec succès aux lumières et paysages algériens. Après son retour, il participe en 1908 à la fondation de la Société coloniale des artistes français aux côtés de Dumoulin. Cette même année, il décore avec Georges Jules Moteley et Henry Grosjean deux groupes scolaires du 8e arrondissement de Paris de paysages des provinces françaises. 

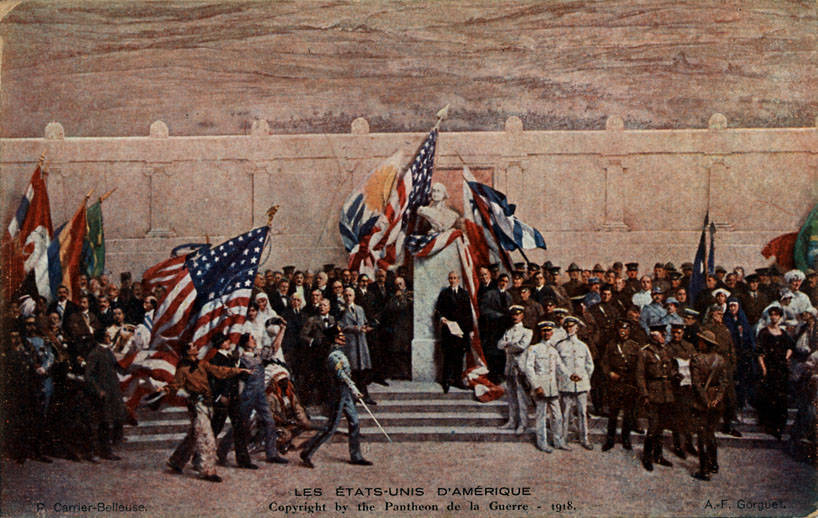
Détail du panorama Panthéon de la guerre conçu par Jules Dumoulin, œuvre collective à l'exécution de laquelle participe Ernest Marché (carte postale, 1918).

En 1909, Dumoulin lui propose la collaboration à un second grand projet, le panorama La Baie de Rio de Janeiro destiné à l'exposition universelle de Bruxelles de 1910. Afin d'étudier le paysage, Marché se rend alors au Brésil en décembre 1908 pour un séjour de deux mois. 
En pleine Première Guerre mondiale, il contribue avec une vingtaine de collègues artistes-peintre au panorama Le Panthéon de la guerre (1916-1919), supervisé par Pierre Carrier-Belleuse et Auguste-François Gorguet installé à Paris, à proximité de l'hôtel des Invalides.

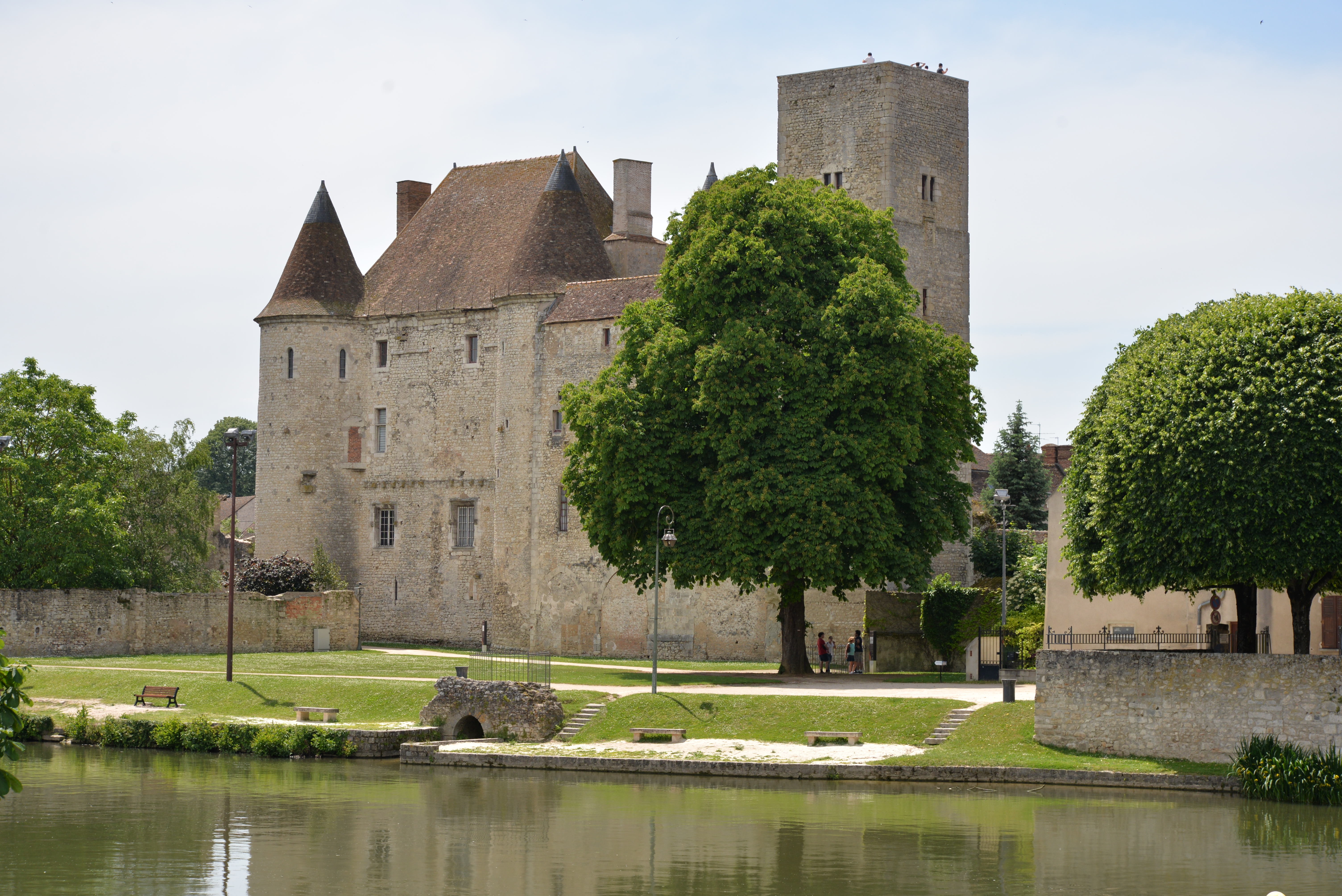
Château-Musée de Nemours

Entretemps, en 1911, la Ville de Nemours, sa ville natale où il s'était engagé dès 1901 pour la sauvegarde et la restauration du château, l'avait nommé conservateur du Château-Musée de la ville, fonction qu'il exerce jusqu'à sa mort, en 1932,.
À l'occasion du 80e anniversaire de sa mort, le Château-Musée de Nemours lui rend hommage en lui consacrant l'exposition Ernest Marché (1864-1932), des bords du Loing aux oasis algériens (17 novembre 2012 au 19 mai 2013).

## Œuvre

### Salons
- MARCHE Ernest, Village sur l'Oued, El-Kantara, 1908, huile sur toile, 136 x 195 cm. Nemours, Château-Musée. Inv. 2007.0.4.1896 : Le Soir[9] ;

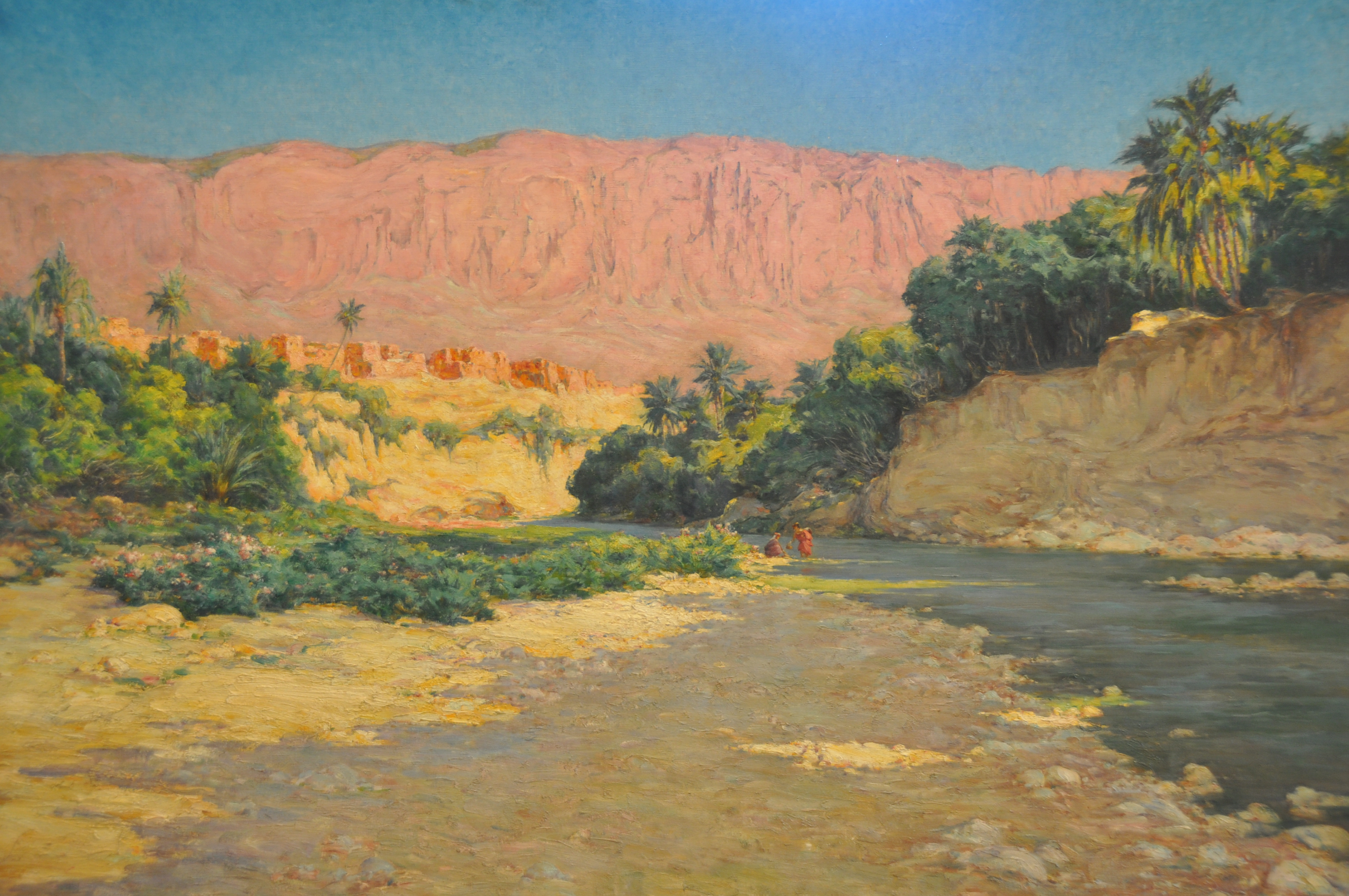
MARCHE Ernest, Village sur l'Oued, El-Kantara, 1908, huile sur toile, 136 x 195 cm. Nemours, Château-Musée. Inv. 2007.0.4.

- 1908 : Alger, Village sur l'oued El-Kantara[10] ;
- 1931 : La vieille ville, Sur les vieux fossés[11] ;

### Expositions
- 1900 : Le Tour du monde (participation), peinture panoramique circulaire, œuvre collective conçue par Louis Dumoulin pour l'exposition universelle de Paris de 1900 ;
- 1910 : La Baie de Rio de Janeiro (participation), peinture panoramique circulaire, œuvre collective conçue par Louis Dumoulin pour l'exposition universelle de Bruxelles de 1910
- 1914-1916 : Le Panthéon de la guerre (en), (participation), peinture panoramique circulaire, œuvre collective supervisée par Pierre Carrier-Belleuse et Auguste François-Marie Gorguet, exposée de 1900 à 1927 à Paris dans un panorama spécialement édifié près de l'hôtel des Invalides et démoli en 1960. La peinture est vendue à des amateurs américains en 1927, remaniée et présentée à l'exposition universelle de 1933 (Century of Progress) de Chicago puis découpée. Des fragments sont exposés au Liberty Memorial, Kansas City, Missouri, Etats-Unis.

### Œuvres dans les collections publiques
- Nemours, Château-Musée :

Après le décès de l'artiste en 1932, son épouse Suzanne hérite de la totalité du fonds d'atelier de l'artiste. Cet ensemble (dessins, huiles sur toile, huiles sur bois, plaques de verre, documentations, archives, etc.) intégrera les collections du Château-Musée suite au legs de Suzanne au début des années 1960.
- Champs de graminées, 1890, pastel sur papier, 33 x 35 cm. Inv. 2012.0.44.
- Biskra, 1907, huile sur bois[12] ;
- Bâb Darb vieux Biskra, 1907 ;

- Village sur l'oued El-Kantara (Algérie), 1908, huile sur toile, 136 x 195 cm. Inv. 2007.0.4. Paris, Salon des Artistes Français, 1908[13] ;

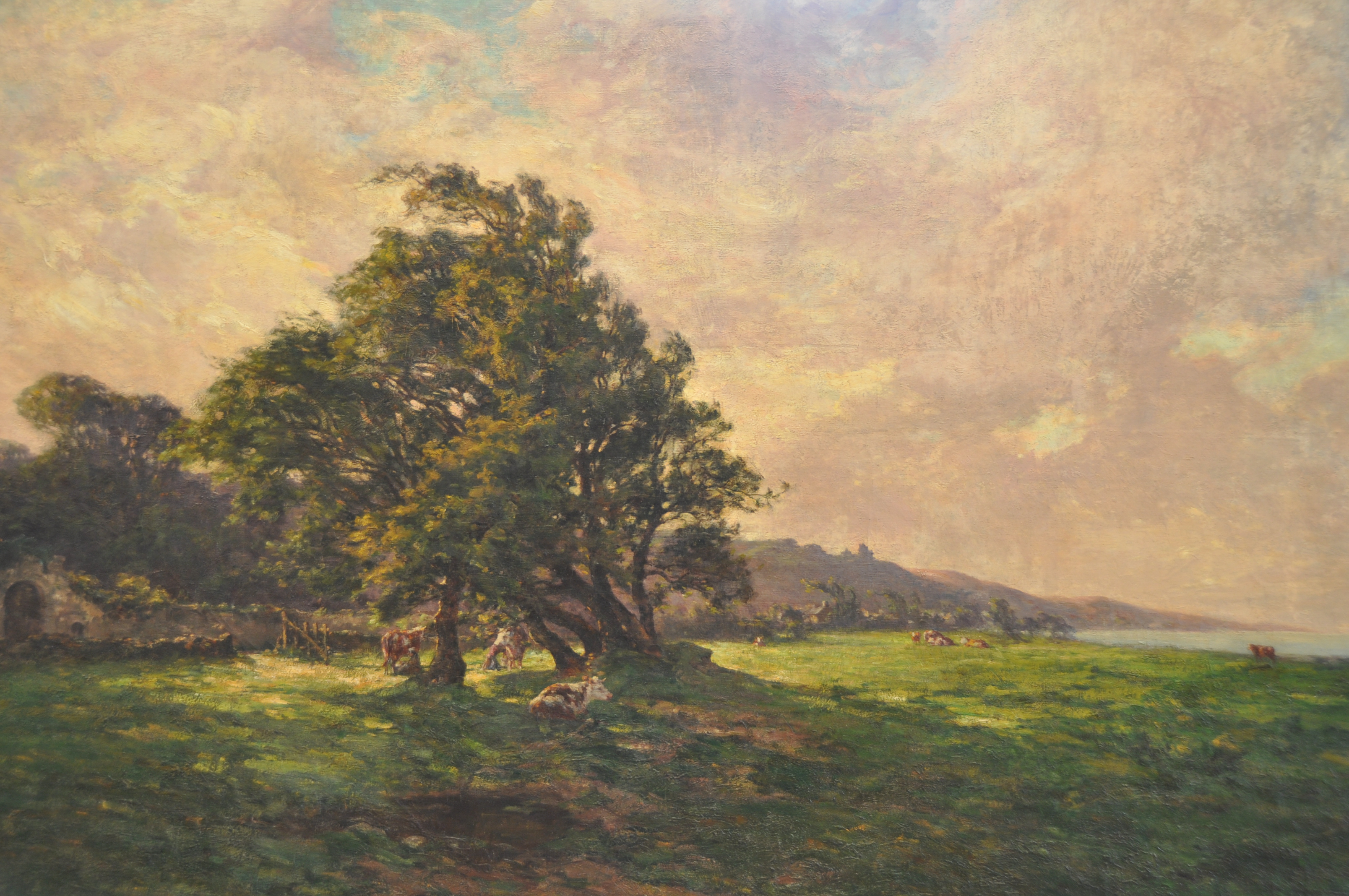
MARCHE Ernest, Pâturages à Urville Hague, 1910-1911, huile sur toile. Nemours, Château-Musée.

- Pâturages à Urville Hague, 1910-1911, huile sur toile ;

- Le Moulin rouge de Fromonville, effet de brume ;
- Vue de Nemours et du château, huile sur toile.

- Paris, Musée du Louvre
  - Paysage de neige : au loin, un village et une église, 1901, dessin[14]

## Distinction
- 1900 : médaillé bronze (section peinture) à l'Exposition universelle de Paris.